# Piobesi Torinese
Piobesi Torinese (piemontiul: Pióbes) település Olaszországban, Lombardia régióban, Torino megyében. Lakosainak száma 3804 fő (2023. január 1.). Piobesi Torinese Candiolo, Castagnole Piemonte, None, Vinovo és Carignano községekkel határos.

## Népesség
A település népességének változása:
| Lakosok száma | 3779 | 3783 | 3804 |
|               | 2017 | 2018 | 2023 |